# アリス・イン・チェインズ
アリス・イン・チェインズ (英: Alice in Chains) は、アメリカ合衆国のロックバンド。1987年に、レイン・ステイリーとジェリー・カントレルを中心にシアトルで結成された。略称は「AIC」、「アリチェン」など。

## 概要
グランジが隆盛を極めた1990年代に人気を誇り、3作のアルバムの合計1700万枚の売り上げを記録した。1990年、アルバム『フェイスリフト』でデビュー。同郷かつ同期のニルヴァーナ、パール・ジャムらと共に、グランジ/オルタナティヴムーブメントの担い手として注目を集める。また、メタルシーンに大きく貢献した。
音楽的と商業的どちらも成功を収めた一方、メンバー（特にボーカルのレイン・ステイリー）が深刻な麻薬問題を抱えており、活動は次第に途切れがちとなっていった。1996年、MTVアンプラグドで実に3年ぶりに観客の前で演奏を行ったが、その時のステイリーがかなり衰弱しているのは誰の目から見ても明らかであった。1999年には、ベスト・アルバム『ナッシング・セーフ』に収録の新曲「ゲット・ボーン・アゲイン」を発表したが、活動再開には至らず。2002年には、ステイリーがドラッグのオーバードースでこの世を去ってしまう。
フロントマンの死去という最悪の形で自然解散かに思われていたが、2006年にウィリアム・デュヴァールを新たに迎え、2009年に実に14年ぶりとなるスタジオ・アルバム『ブラック・トゥ・ブルー』で起死回生を図った。

## 来歴

### バンド結成及び活動初期

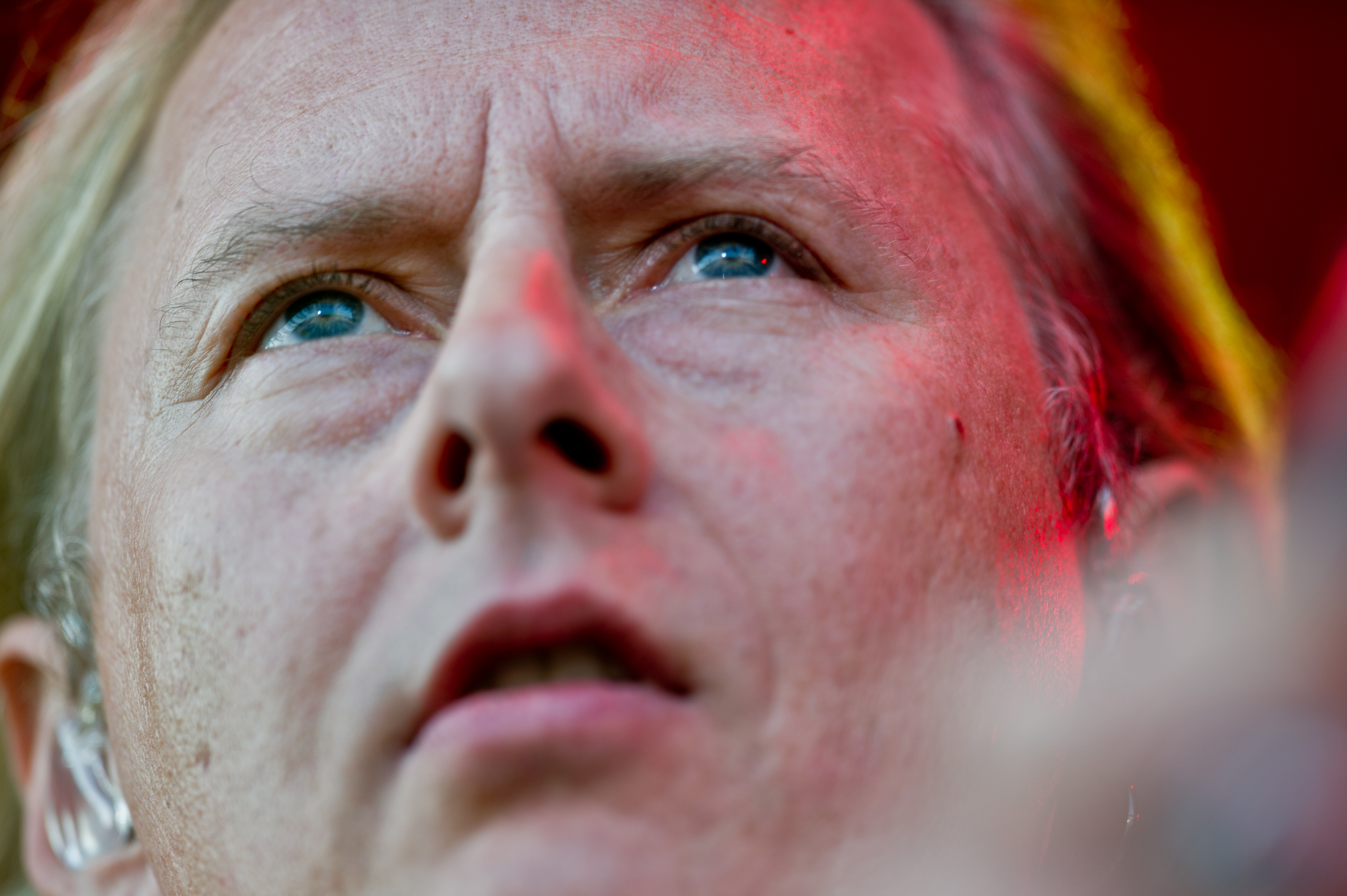
ギタリスト及びバンド創設者のジェリー・カントレル

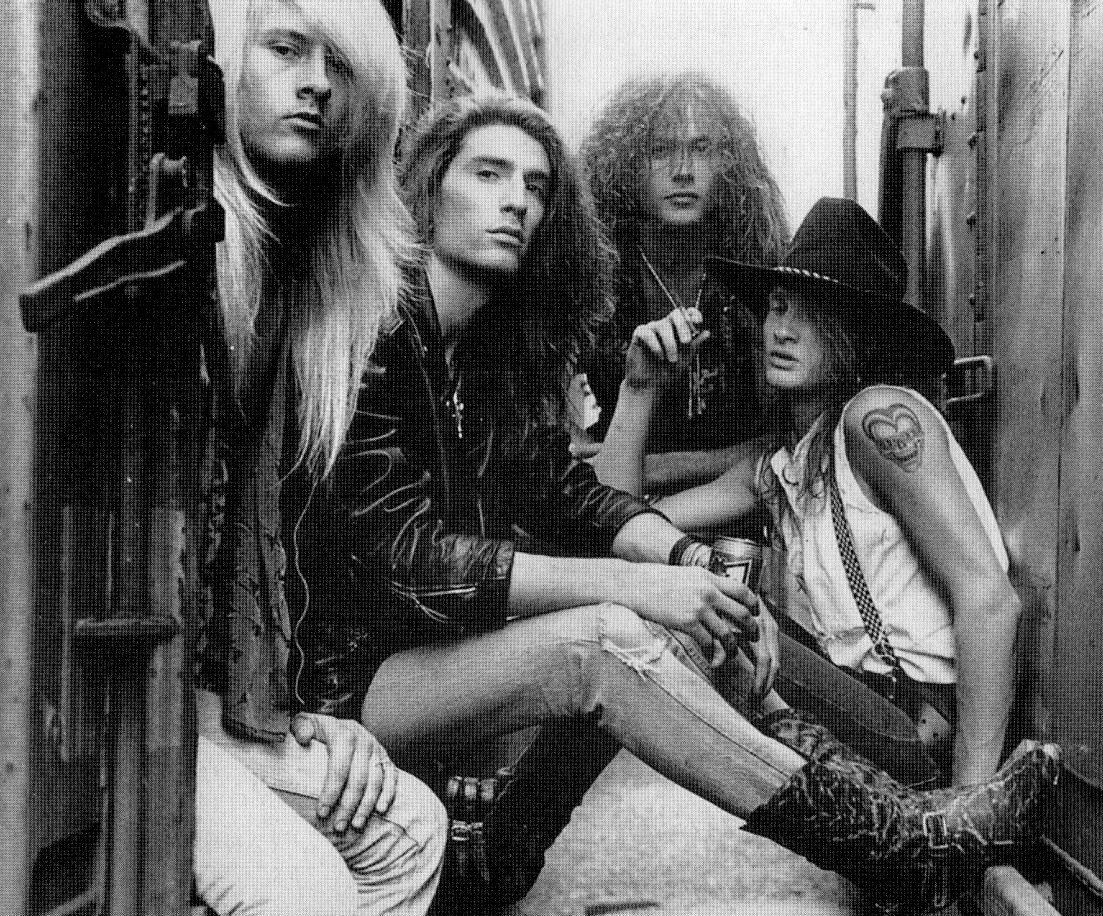
バンドのプロモーション写真（1988年）

1987年の8月頃にシアトルで開催されたパーティーでレイン・ステイリーとジェリー・カントレルが出会う。 その数ヶ月前に、カントレルは当時ステイリーがボーカリストして所属していたAlice N' Chainsのコンサートを自身の故郷にあるタコマ・リトル・シアターで観て、彼の声に感銘を受けていた。カントレルは家を追い出されてから住むところがなかったため、リハーサルスタジオであるミュージック・バンクに住むようステイリーがカントレルを誘い、二人はルームメイトとなる。  
ほどなくしてAlice N' Chainsは解散となりステイリーはファンクバンドに加入する。カントレルのバンドであるDiamond Lieも解散したため新しいバンドを組みたいと考えていたところ、ステイリーからドラマーのショーン・キニーのガールフレンドであるメリンダ・スターの電話番号を教えてもらったので、キニーに電話をかけ、ミーティングを取り付けることが出来た。キニーはガールフレンドと一緒にミュージック・バンクを訪れてカントレルのデモを聴き、ジャムセッションをするのにベーシストが必要だという話になった際にマイク・スターが思い当たる。カントレルは以前Gypsy Roseというバンドでスターと一緒に演奏したことがあった。キニー曰く、自分のガールフレンドはマイク・スターの妹であり、スターとは子供の頃からずっと一緒にバンドで演奏している仲であった。キニーはスターに電話をかけ、数日後にはミュージック・バンクでスター及びカントレルとジャムセッションを始めたが、まだシンガーが不在の状態であった。
当時ステイリーが所属していたファンクバンドがギタリストを探していたためステイリーがカントレルに加入を頼んだところ、ステイリーがカントレルのバンドに加わることを条件に了承を得る。カントレル、スター、そしてキニーはステイリーに自分達のバンドのリードシンガーになって欲しかったので彼の目の前でわざと酷いシンガー達のオーディションを始めた。男性のストリッパーがオーディションを受けた際に我慢の限界を迎え、ステイリーはバンドへの加入を決める。結局はステイリーのファンクバンドは解散し、1987年にカントレルのバンドに専任メンバーとして加わることとなる。バンドの結成から2週間後にワシントン大学でギグをし、数曲のオリジナル曲とハノイ・ロックス及びデヴィッド・ボウイのカバーを演奏した。
太平洋岸北西部周辺のクラブで何度かギグをおこない、ステイリーの昔のバンド名であったAlice in Chains（日本語表記：アリス・イン・チェインズ）を採用するまではカントレルの以前のバンドの名称であるDiamond LieやFuckをバンド名として名乗っていた。ステイリーは昔のバンドメンバーに連絡を取り、Alice in Chainsの使用許可を得る。 
地元のプロモーターであるRandy Hauserがコンサートで彼らに注目し、デモ録音の費用を出すと申し入れたが、ミュージック・バンクでレコーディングをする予定日の前日に、警察による州の歴史上最大の大麻の強制捜査のためスタジオが閉鎖されてしまう。1988年に完成した最終版のデモテープはThe Treehouse Tapesというタイトルが付けられ、音楽業界のマネージャーであったケリー・カーティスとスーザン・シルバーの手に渡る。カーティス及びシルバーはコロムビア・レコードのA&Rの代表であったNick Terzoにデモテープを渡し、彼がレーベルの社長のドン・アイナーとアリス・イン・チェインズのアポを取り付けた。The Treehouse Tapesを聴いてTerzoは1989年にバンドとコロムビア・レコードの契約を結ぶ。そして1989年に3ヶ月かけてタイトルが付されていないデモを新たに録音し、この音源はSweet Aliceというブートレグに収録されている。 

### 1990-1992年：Facelift、Sap
アリス・イン・チェインズはすぐにレーベルから最も重要視されるバンドとなり、初めての公式のレコーディング作品となるWe Die YoungというタイトルのプロモーションEPを1990年7月にリリースする。EPのリードトラックである「We Die Young」はメタル系ラジオ局でヒットし、こうした成功を受けて、レーベル側はアリス・イン・チェインズのデビューアルバムの制作を急がせ、プロデューサーとしてデイヴ・ジャーデンを起用した。カントレルはこのアルバムが「気が滅入るような雰囲気と、シアトルに漂う空気のダイレクトな結果」としてmoodyな雰囲気を持つようにしたと述べている。また、タイトルについては先にジャケット写真があり、それに合うタイトルを考えたと話している。
ファーストアルバムであるFaceliftは1990年8月21日にリリースされ、1991年の夏にBillboard 200で42位まで到達する。Faceliftは大きな成功をすぐに収めたわけではなく、MTVが「Man in the Box」 を日中にローテーションで流す曲として放送開始するまでは発売から半年が経過しても4万枚以下しか売れていなかった。当該曲はMainstream Rockチャートで18位を記録し、続いてアルバムからシングルカットされた「Sea of Sorrow」は27位まで上り詰め、そして6週間以内にFaceliftはアメリカ国内で40万枚ものセールスを記録する。サミー・ヘイガーはMTVで「Man in the Box」のミュージックビデオを観てヴァン・ヘイレンのツアーをアリス・イン・チェインズと共に回ることにしたと語っている。
Faceliftは売り上げが50万枚に達し、1991年9月11日にアメリカレコード協会によってゴールド・ディスクに認定されシアトルのグランジムーブメント内で初のゴールド認定を受けたアルバムとなる。イギー・ポップ、ヴァン・ヘイレン、ポイズン及びエクストリームのオープニングアクトを務め、そしてアメリカ国内でFaceliftが300万枚の出荷を記録してアメリカレコード協会からトリプル・プラチナムに認定された。
1990年12月22日にシアトルのムーア・シアターで開催されたコンサートの映像はLive Faceliftというタイトルで1991年7月30日にVHSでリリースされた。これには5曲のライブ映像と3曲のミュージックビデオが収録されている。このホームビデオは5万本以上売り上げ、アメリカレコード協会によってゴールド認定を受けている。
1991年の初めにアンスラックス、メガデス及びスレイヤーの3組が率いる「クラッシュ・オブ・ザ・タイタンズ」ツアーの前座として演奏をおこなったが、メタルファンの観客からの反響はあまり芳しいものではなかった。1992年に「Man in the Box」がグラミー賞の最優秀ハード・ロック・パフォーマンス賞にノミネートされたが、ヴァン・ヘイレンの1991年発表のアルバムであるFor Unlawful Carnal Knowledge（邦題：F@U＃C%K）が賞を勝ち取っている。

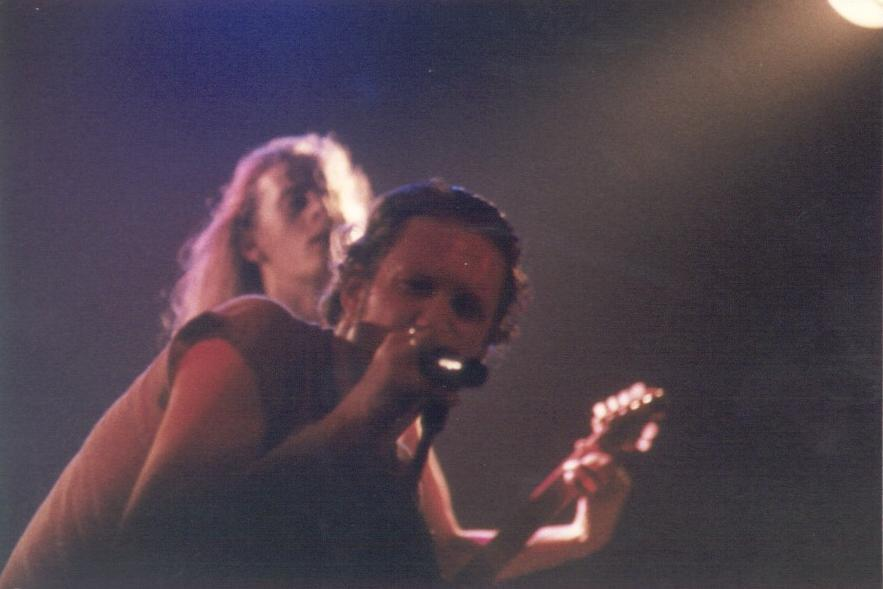
レイン・ステイリーとジェリー・カントレル（1992年、ボストンのThe Channelでのライブ）

ツアーに引き続き、セカンドアルバムのデモ音源の制作のためスタジオ入りしたが、アルバムの代わりに5曲のアコースティックの曲が仕上がった。レコーディング期間中にキニーが「SapというタイトルのEPを制作した」という夢を見てメンバー達は運命を台無しにしてはならないと考え、1992年2月4日に2枚目のEPとなるSapをリリースする。このEPはニルヴァーナのNevermind（邦題：ネヴァーマインド）がBillboard 200で首位を獲得し、シアトルを拠点とするバンドの人気が高まり、そしてグランジという新たな用語が世間に浸透しつつある頃にリリースされた。Sapは2週間を待たずしてゴールド・ディスクとなる。このEPはカントレルがリードボーカルをとっている1曲目の「Brother」をフィーチャーしており、同曲でハートのアン・ウィルソンがゲストボーカリストとして参加している。ウィルソンはBrotherだけでなく「Am I Inside」でもコーラスとして歌声を披露している。また、マッドハニーのマーク・アームとサウンドガーデンのクリス・コーネルが「Right Turn」でステイリー及びカントレルと共に歌っており、ライナーノーツではAlice Mudgardenとクレジットされている。
1992年にキャメロン・クロウ監督の映画であるSingles（邦題：シングルス）でアリス・イン・チェインズがバーのバンドとして出演した。映画のサウンドトラックに「Would?」を提供し、この曲のミュージックビデオが1993年の MTV Video Music Awardsの最優秀映画ビデオ賞を受賞している。

### 1992-1993年：Dirt
1992年の3月にレコーディングのため再びスタジオ入りする。新曲は主にツアー期間中に書かれたもので、全体としてFaceliftに比べて暗い雰囲気が漂うものとなった。アルバムに収録されている全13曲の内6曲が薬物依存をテーマとして扱ったものである。「このアルバムで俺たちは何度も自己分析をしたんだ。多くの激しい感情が込められてるよ。」とカントレルは話している。続けて、「俺たちは音楽を通じて日常に潜む悪魔に対処してるんだ。一日を通して蓄積される全ての毒を、演奏する事によって浄化してるんだ。」と語っている。1992年9月29日にセカンドアルバムのDirtをリリースし、Billboard 200の6位まで到達した。アメリカレコード協会から4×プラチナム・ディスクに認定され、このアルバムは現在までアリス・イン・チェインズの作品の中で最も売れているアルバムとなっている。カントレル曰く、Dirtのタイトルは同アルバム収録曲である「Dirt」から採られており、この曲をファーストアルバムから外すことを決定した時に2作目のタイトルをDirtにすることに決め、理由としては収録曲の「Dirt」が眩惑的な曲でアルバム全体の雰囲気を象徴しているためである。
Dirtからは5曲がシングルカットされ、Billboard Mainstream Rockチャートでトップ30入りを果たす。それらは「Would?」、「Rooster」、「Them Bones」、「Angry Chair」、そして「Down in a Hole」であり、2年近くチャートに残り続けた。オジー・オズボーンの「ノー・モア・ツアーズ」ツアーの前座に抜擢されたが、ツアーが開始される前にステイリーが四輪オフロード・バイクの事故により足を骨折し、松葉杖を使用してステージに上がることとなった。
1993年の1月22日にリオデジャネイロでおこなわれたHollywood Rockコンサートを終えて間もなく、マイク・スターが家族ともっと一緒に過ごしたいという理由でバンドを脱退した。1994年にステイリーがスターの脱退についてローリング・ストーン誌に「優先事項の差異があっただけなんだ。俺達はツアーやプレスに集中し続けたかったし、マイクは家庭に戻る準備が整ったって事さ。」と語っていたが、後年、スターはドラッグ依存症のために自分はクビになったと主張している。
スターの後任としてオジー・オズボーンのバンドメンバーであったマイク・アイネズがバンドに加入する。アイネズとはアリス・イン・チェインズがオジー・オズボーンの「ノー・モア・ツアーズ」ツアーに帯同していた際に出会い、友人の一人となっていた。アリス・イン・チェインズがブラジル滞在中に電話をしてアイネズを誘い、彼が加わることとなった。アイネズはブラジル公演から一緒にプレイしたいと思い予防接種も受けたが、スターがブラジルでの最後の2公演での演奏を希望したためアイネズはロンドン公演から参加することになる。そして結局は予防接種の副反応で数日間体調不良に陥る。アイネズがベーシストとして加入した初めてのアリス・イン・チェインズのコンサートは1993年1月27日にCamden Underworldでおこなわれたロンドン公演であった。 
1993年4月に映画のLast Action Hero（邦題：ラスト・アクション・ヒーロー）のサウンドトラックのためにアイネズと共に「What the Hell Have I」及び「A Little Bitter」の2曲をレコーディングする。同年夏にはオルタナティヴ・ミュージック・フェスティバルであるロラパルーザに出演し、これがバンドにとってステイリーと共に演奏した最後の大きなツアーとなった。

### 1993-1994年：Jar of Flies

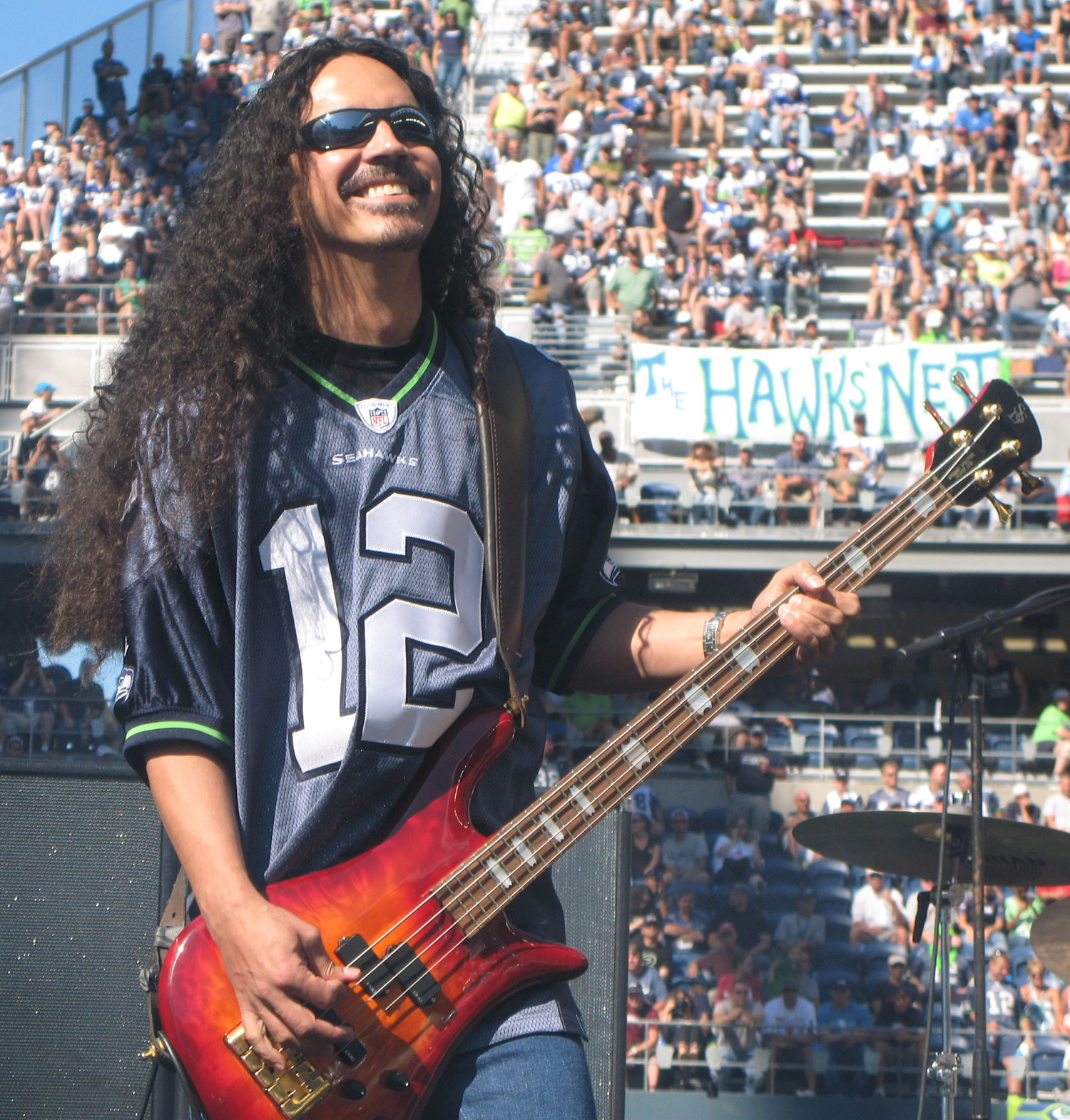
1993年にベーシストとして加入したマイク・アイネズ

長く大規模であった1993年のワールドツアーが終わり、「アコギを持って数日間スタジオに入って、何が起こるかちょっと試してみたかったんだ。俺達は特に発売する予定もなく曲を作っただけなんだけど、レーベル側がすごく気に入ったんでね。俺達にとっては4人の男がスタジオで一緒に作業をして幾つか曲を作ったっていうだけなんだけどね。」とステイリーが話している。 
アリス・イン・チェインズの2枚目のアコースティックを基調としたEPであるJar of Flies（邦題：アナザー・サイド・オブ・アリス）は1994年1月25日にコロムビア・レコードからリリースされた。曲作りからレコーディングまで一週間でおこなわれ、Jar of FliesはBillboard 200で初登場1位を記録し、EPが首位を獲得するのはこれまでなかったことであり、そしてバンドにとっても初めての1位の獲得であった。 
Jar of Fliesはバンドが初めてMainstream Rockチャートで1位をとった「No Excuses」がフィーチャーされている。次にシングルカットされた「I Stay Away」は同チャートで10位に、当該EPからの最後のシングルである「Don't Follow」は25位にチャートインした。Jar of Fliesは発売から1年以内にアメリカ国内で200万枚以上売り上げ、アメリカレコード協会からトリプル・プラチナム認定を受けている。このEPはグラミー賞の最優秀ハード・ロック・パフォーマンス賞（対象：I Stay Away）及び最優秀レコーディング・パッケージ賞の候補となった。
EP発売後にステイリーはヘロインの依存症のためリハビリ施設に入所する。1994年にウッドストック・フェスティバル出演などのツアーの予定が入っていたが、ツアーのリハーサル期間中にステイリーが再びヘロインを使用し始めてしまう。ステイリーの状態の悪化により、ツアー開始日の前日に全てのスケジュールをキャンセルせねばならなくなりバンドは活動休止となる。
バンドは6ヶ月の間解散状態であった。1996年にキニーがローリング・ストーン誌に「あの時期は誰も互いに対して正直じゃなかったんだ。もし俺達があのまま活動を続けてたらツアー中に自滅してただろうし、人前でそんな事が起きるのは絶対に避けたかったんだ。」と語っている。

### 1995-1996年：Alice in Chains
1995年のアリス・イン・チェインズの活動休止中にステイリーはグランジのスーパーグループであるマッド・シーズンに加入する。ギタリストはパール・ジャムのマイク・マクレディ、ベーシストは後にThe Walkaboutsに加入するジョン・ベイカー・ソーンダース、そしてドラマーはスクリーミング・トゥリーズのバレット・マーティンであった。マッド・シーズンはアルバムAbove（邦題：生還）をリリースし、ステイリーがリードボーカルとアルバムのアートワークを担当した。
1995年4月にアリス・イン・チェインズはスレイヤーなどの作品を手がけたトビー・ライトをプロデューサーに迎え、シアトルにあるBad Animals Studioでレコーディング作業を始める。スタジオでの制作中に質が良くないバージョンの「Grind」がラジオにリークしてしまい、何度も放送される事態になる。1995年10月6日にスタジオバージョンの「Grind」を衛星システムを使ってラジオに発表。これはこの曲のコピーが過剰に出回るのを防ぐ目的があった。
1995年11月7日にセルフタイトルアルバムであるAlice in Chainsをコロムビア・レコードからリリースした。Billboard 200で初回1位を記録しトリプル・プラチナムを獲得している。このアルバムからのシングル曲である「Grind」、「Again」、「Over Now」、そして「Heaven Beside You」の4曲の内3曲はカントレルがリードボーカルを務めている。カントレルによると、このアルバムのタイトルをAlice in Chainsに決めた理由は「タイトルが思い付かなかったから」である。また、キニーは自身が子供のころ新聞配達のアルバイトをしていた時に彼をしょっちゅう追い回していた獰猛な3本足の犬の呼称である「Triopod（※3本足の意）」をアルバムのタイトルにしようとしたが、周囲から「ダサい」という理由で却下された。

#### 日本盤の未発売騒動
このアルバムのジャケットの表には3本足の犬が、そして裏面には3本の脚を有しサイドショー芸人としてサーカス等で活躍した人物の写真が起用され、これが日本のソニーレコードの自主規制に引っかかってしまった。ソニー側は日本盤のみジャケットを変えてリリースできないかバンド側に申し入れをおこなったが、「このアートワークは何よりアルバムを表現しているものだから」と拒否されてしまい、一時は日本盤の発売が危機にさらされた。ソニーの当時の担当者も日本盤をなかなか出せない状況下でアルバムを聴く度に辛かったと話しているが、度重なる交渉と説得が功を奏し、アートワーク担当のキニーもやっと状況について納得してジャケットのデザイン変更を了承、本国でのリリースから一年遅れの1996年11月21日にAlice in Chainsの日本盤（邦題：アリス・イン・チェインズ）が発売となった。
日本では普通の店で日本盤を買うよりも、輸入盤を販売している店で購入したほうが安価にアルバムを手に入れられるとの情報をキニーは得ていたようでそのことをアイネズも知っており、輸入盤のほうが安く手に入るのならそのまま（アルバムのジャケットを変更せず、日本盤未発売の状況）にしておこうということで納得していた。しかし日本の雑誌のインタビュアーが、輸入盤店がある大都市ならまだいいが地方はそうもいかない所が多い旨を伝えたところ、アイネズは真相を知ってショックを受けたようであった。
キニーは日本盤発売決定後におこなわれた日本の雑誌のインタビューで、重要なのは音楽なのでアルバムのアートワークの変更について妥協をし、また、本国での発売から一年が経ち、このアルバムが気持ちの中である程度完結したものになったためこの辺で折れてもいいかなと思ったと語っている。キニー本人はこのように述べているが、前のインタビューでアイネズが「日本盤が出ない状況をショーンもすごく残念がっていた」と話していると共に、実際にかなり気にしていたようで、日本の担当者は「日本盤を出せなくて本当にゴメン」と事あるごとにキニーから詫びを入れられていた。
実情としては日本盤の発売は担当者の努力が無ければ実現しなかったと言っても過言ではなく、1996年3月にアイネズがオジー・オズボーンのヘルプ・ベーシストとして来日した際に「輸入盤を買えない地域のファンが多くいること」、「日本盤が未発売だとプロモーションが一切できないこと」、そして「このままだと来日公演もおこなえないこと」を説明し、アイネズからキニーに伝えてもらう約束をした。その数ヶ月後に日本向けのインタビューの機会を得た際に、インタビュー終了後にキニーと話す時間をとってもらえるよう事前にマネージャーに依頼し、キニーとアイネズ、カントレル及びマネージャー同席のもと緊急会議が始まった。アートワークの変更についてキニーはこだわりがあったが、担当者が1時間に渡り熱意をぶつけ、そしてアイネズが担当者の味方となり日本の現状等をキニーに説明し、ようやくキニーから妥協案が出ることとなった。第1案は「実写がNGなら幼児が描いたような絵の"犬"と"人間"はどうか」というもので、それも駄目だった場合のために別案がないか訊いたところ「コンセプトは一切存在しない＝白紙で、白紙にただアリス・イン・チェインズのロゴだけが押されているようなもの」との返答を得る。その後担当者が予想していた通り絵の案は通らなかったため白紙＋ロゴになり、色や向きなどについてやり取りをして遂に日本盤のジャケットの完成へと至ったという流れである。
1995年12月12日にThe Nona Tapesがホームビデオで発売された。内容はドキュメンタリー風フィクション番組仕立てで、カントレル扮するジャーナリストのNona Weisbaumがメンバーにインタビューをおこなっている模様と、「Grind」のミュージックビデオが収められている。Nona Weisbaumについては、カントレルが女性のような格好をしたいという希望で女装をすることになり、撮影日にステイリーが遅れて来たため周りの人々が女装したカントレルをプロデューサーのトビー・ライトの母親だと紹介したところ、ステイリーが気付かずに「初めまして…」と挨拶などをし始めたというエピソードが残っている。
「Got Me Wrong」がEPのSap発売後3年経ってからチャートインし、これは予期しない出来事であった。1994年の自主制作映画である『クラークス』のサウンドトラックのためにシングル版として再発売され、Mainstream Rock Tracksチャートで7位まで上り詰めた。メンバー達はAlice in Chainsを引っ提げてのツアーを開催しないことに決め、薬物乱用の噂が広まった。
アリス・イン・チェインズは1996年4月10日に全ての曲をアコースティックで演奏することを特色とする番組であるMTV Unpluggedのために2年半ぶりに公の場に姿を現した。曲目はチャートで上位にランクインした「Rooster」、「Down in a Hole」、「Heaven Beside You」、「No Excuses」、そして「Would?」のようなシングル曲と、カントレルがリードボーカルをとった「Killer Is Me」が初めて披露された。このショーはセカンドギタリストとしてScott Olsonを加えた5人組のバンドとしてアリス・イン・チェインズが登場した唯一の回である。この時の模様を収録したライブアルバムであるUnpluggedは1996年7月にリリースされBillboard 200で初登場3位に、そしてホームビデオ版も発売され、両方ともアメリカレコード協会からプラチナム・ディスクの認定を受けている。
続いて1996年5月10日の『レイト・ショー・ウィズ・デイヴィッド・レターマン』に出演し、「Again」及び「We Die Young」を演奏した。そしてキッスの1996/97 Alive/Worldwideツアーのサポートアクトを務めることが決まり、ミズーリ州カンザス市で1996年7月3日におこなわれたライブがステイリーの最後のライブ出演となった。コンサートが終了して間もなく、ステイリーはヘロインのオーバードースのため無反応の状態で発見され病院に搬送された。回復はしたもののバンドは活動休止に追い込まれた。

### 活動休止及びレイン・ステイリーの死去
アリス・イン・チェインズは公式には解散を発表してはいないものの、ステイリーは元婚約者を1996年10月29日にドラッグのオーバードースで亡くしてから隠匿した生活を送り、シアトルの自宅であるコンドミニアムから滅多に出なくなった。
1998年10月にステイリーを含むアリス・イン・チェインズのメンバーは新曲である「Get Born Again」及び「Died」の2曲をレコーディングした。当初はカントレルの2枚目のソロ・アルバムのために用意されていた曲であったが作り直され、ボックスセットのMusic Bank（邦題：ミュージック・バンク）に収録された。Music Bankは1999年の秋にリリースされ、レアな曲、デモ音源や以前発表されたアルバム収録曲、そしてシングル曲の合計48曲が収められている。さらにアリス・イン・チェインズはMusic Bankのサンプラーとして15曲収録したNothing Safe: Best of the Box（邦題：ナッシング・セイフ ～ベスト～）をリリース、続いてライブアルバムであるLive（邦題：ライヴ）を2000年12月5日に、そして2枚目のコンピレーション・アルバムであるGreatest Hits（邦題：グレイテスト・ヒッツ）を2001年にリリースした。
1998年11月にステイリーはスーパーグループであるClass of '99に加わり、ピンク・フロイドの「アナザー・ブリック・イン・ザ・ウォール」のカバーをレコーディングしている。メンバーはレイジ・アゲインスト・ザ・マシーンのトム・モレロがギター、Martyn LeNobleがベース、Stephen Perkinsがドラムス（両者ともジェーンズ・アディクション及びポルノ・フォー・パイロスのメンバーである）、そしてキーボードはMatt Serleticが担当した。この曲は1998年のホラー/SF映画であるThe Faculty（邦題：パラサイト）のサウンドトラックである。
10年に渡る薬物依存との闘いの後、2002年4月19日にステイリーはシアトルの自宅で遺体となって発見された。検視及び毒物学の報告によると、死因はスピードボールとして知られるヘロインとコカインをミックスした薬物のオーバードースであった。検視官は遺体が発見された2週間前である4月5日に亡くなったと結論付けている。カントレルは自身のソロ・アルバムであるDegradation Tripをステイリーの死から2ヶ月後に発表しステイリーに捧げている。マイク・スターは、ステイリーが死去する前に最後に会い、共に時間を過ごした人物は自分であることをテレビ番組で明かしている。ステイリーを救うために救急を呼ばなかったことに後悔の念を抱いており、4月4日の夜に自身がベンゾジアゼピンを服用していたことによりハイな状態になっておらず、部屋から出て行ったりしなければ良かったと述べている。
2004年10月22日にSONY BMGはアリス・イン・チェインズとの契約を終了した。これはバンドが1989年にレーベルと契約を結んでから15年後のことであった。

### 2005-2008年：再結成コンサート及び再編成

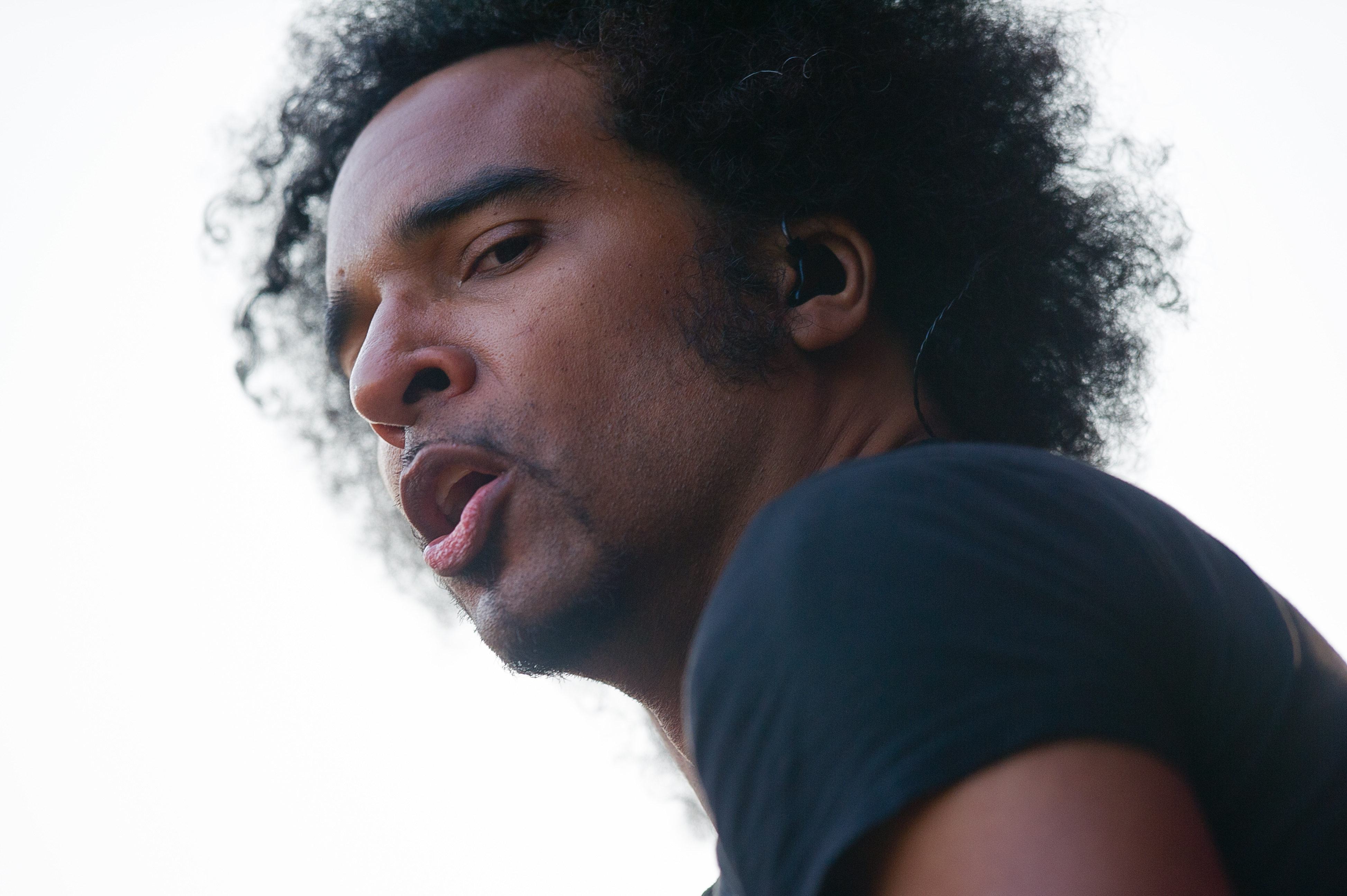
2006年にステイリーの後任となった現リードボーカルであるウィリアム・デュヴァール

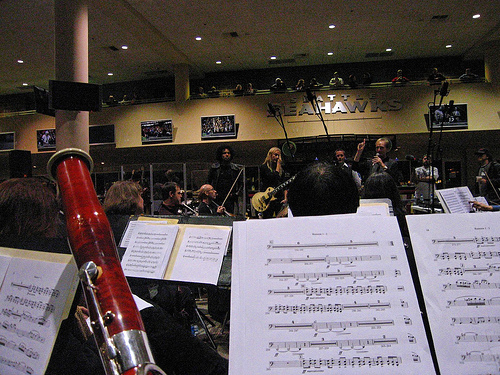
ノースウエスト交響楽団とのリハーサル風景（2007年、シアトル）

2005年にショーン・キニーが、2004年に南アジアを襲った津波の被害者への慈善コンサートの開催を思い付き、以前のバンドメンバーやかつてアリス・イン・チェインズのマネージャーであったスーザン・シルバーのような音楽界の友人らに電話をしたところ、このアイデアへの熱狂的な反応を受け驚くという出来事があった。2005年2月18日に、ジェリー・カントレル、マイク・アイネズそしてショーン・キニーはシアトルで開催されたK-Rock Tsunami Continued Care Relief Concertにて実に9年ぶりに共に演奏をしたが、その際にダメージプランのボーカルであるパトリック・ラックマンをフィーチャーし、トゥールのメイナード・ジェームス・キーナンやハートのアン・ウィルソンを特別ゲストとして迎えている。このコンサートから数ヶ月後、アリス・イン・チェインズのメンバーはスーザン・シルバーとカントレルのマネージャーであるビル・シドンズにアリス・イン・チェインズとして再びツアーに出たいという意向を伝える。
CBSのリアリティー番組である『Rock Star』のプロデューサーが、アリス・イン・チェインズを番組の第2シーズンでフィーチャーしたいという話を持ちかけたが、バンド側はこのオファーを断っている。この番組は、野心に燃えるシンガー達がフィーチャーされたグループのリードボーカルの座を狙って競い合うものである。
2006年3月10日にシアトルの親しいミュージシャンであるハートのアン及びナンシー・ウィルソンの名誉を称えてVH1's Decades Rock Liveコンサートで演奏を行った。ボーカルはパンテラ及びダウンのフィル・アンセルモ、ベースはガンズ・アンド・ローゼズ及びヴェルヴェット・リヴォルヴァーのダフ・マッケイガンが役目を担って「Would?」をプレイし、そしてカントレルは演奏の最後に今回のショーをレイン・ステイリーと後期のパンテラ及びダメージプランのギタリストであるダイムバッグ・ダレルに捧げた。Comes with the Fallのボーカルであるウィリアム・デュヴァールとアン・ウィルソンと共に「Rooster」もプレイした。その後アメリカ国内で「Finish What We Started」と題された短期間のクラブツアーをおこない、ヨーロッパで幾つかのフェスティバルに出演し、そして日本で短いツアーを開催した。マッケイガンは再結成ツアーに再び同行し選ばれた数曲でリズムギターを担当した。ツアーでは、エレクトリックからアコースティック・セットへの入れ替え時にステイリーへのトリビュートとして5分間の映像を会場で流している。
バンドの再結成と時を同じくして、ソニーミュージックはようやくアリス・イン・チェインズの3枚目のコンピレーション・アルバムとなる2枚組CD：全28曲収録のThe Essential Alice in Chains（邦題：エッセンシャル・アリス・イン・チェインズ）をリリースした。
カントレルはComes with the Fallのファースト・アルバムを紹介してくれた共通の知人を通じて2000年にウィリアム・デュヴァールと出会う。カントレルはComes with the Fallと親しくするようになり、たまに一緒にステージに上がることもあった。2001年から2002年の間は、カントレルの2枚目のソロ・アルバムであるDegradation Tripのツアーのオープニング・アクトをComes with the Fallが務め、コンサート中にステイリーのパートをデュヴァールが歌っている。デュヴァールは2006年のアリス・イン・チェインズの再結成ツアーでリードボーカルとしてバンドに加入し、初めてアリス・イン・チェインズのメンバーとして公演をおこなったのはVH1's Decades Rock Liveコンサートである。カントレルによれば、デュヴァールにはたった一度しかオーディションをしなかった。アリス・イン・チェインズのメンバーとの初回リハーサルでデュヴァールは「Love, Hate, Love」を歌い、終了後にキニーがほかのメンバーを見ながら「もう（リードボーカルを）探すのは終わったみたいだな。」と発言した。アイネズによると、デュヴァールがステイリーを真似ようとしなかったことが自分達が彼に惹きつけられた要因だったと述べている。
カントレルは再結成について、「俺達は今までに成し遂げた事と、俺達の友人の功績を祝いたいんだ。これまで俺達はレインのクローンになるんじゃなくて自身の独自性を持った何人かのシンガー達と一緒に演奏してきた。（レイン・ステイリーの）見事なレガシーを踏みたいわけじゃないんだ。レッド・ツェッペリンのように、重要な奴がいなくなったら二度とプレイしないのか？俺達はこれまでの長い年月そうしてきたんだ。それか、何かやってみるか？って事になり、このチャンスに賭けてみる事にしたんだ。離れてた俺達3人が戻って一緒になったんだからこれは完全に再結成だって言えるんじゃないかな。だけど今回の事は離れていき忘れ去っていく事じゃないんだ―これは思い出と共に進んでいく事なんだよ。」と説明している。
アリス・イン・チェインズは2007年1月2日にシアトルのベナロヤ・ホールでシアトル・チルドレンズ病院のためのMatt Messina and the Symphony Guild 10周年記念慈善コンサートで4曲を演奏した。自身の曲に加え、ノースウエスト交響楽団及び女性合唱団を含む200人以上の演奏者で構成されたバックバンドと共に、レッド・ツェッペリンの曲である『カシミール』を披露している。
キニーはバンドの再結成について次のように述べている：「俺はジェリーを呼び出す事は無かったし、あいつも同じだった。そして言ったんだ、“なあ、もう一度バンドをやらないか”ってな。俺達は一歩一歩をかなり慎重にゆっくりと踏み出してきて、信じられるものは何でもやってきたんだ。それが正直なものであり、俺達が正しい理由のためにやってて俺達の全員がそれを信じられたら小さな一歩を踏み出すんだ。」
ステイリーの後任としてリードボーカルとなったデュヴァールにプレッシャーがかかることについて、「ウィル（デュヴァール）の肩に全ての負担がのしかかるなんて公平じゃないよ。俺達はバンドがチームとしてどのように機能するかやってみてるところなんだ。俺達はレインを失い、ウィルを迎えてバンドは変わったけど、もともと基本計画みたいなものは存在しない。2005年にもう一度プレイしてみたらそれが正しいものだと感じたから次の行動に移り、ツアーもしたんだ。一歩ずつ進んで行ったんだよ。ただ音楽を制作するってだけじゃないし、それは今までと変わらない。俺達は長い間ずっと友達なんだよ。家族以上の存在だし、それで大丈夫だとここで感じてるんだ。」と、カントレルは自身の心臓を指しながら語った。
2007年4月にアリス・イン・チェインズはデュヴァールと共にニューアルバム用の作曲とデモ作業を開始する。しかしニック・ラスクリネスをプロデューサーに起用してスタジオでレコーディングをしていることを2008年10月に発表するまで、制作の進行状況について何の兆候も見せなかった。

### 2008-2011年：Black Gives Way to Blue及びマイク・スターの死去
2008年10月にロサンゼルスのフー・ファイターズのスタジオである606で4枚目のスタジオアルバムのレコーディングを始めるが、当時はどこのレコード会社とも契約していなかったためアルバム制作の資金はカントレルとキニーが調達した。Revolver Golden God Awardsにて、レコーディングは2009年3月18日に終了し、現在は9月の発売に向けてミキシング作業がおこなわれているとカントレルが話している。レコーディング作業はカントレルの43歳の誕生日に完了し、この日はデュヴァールの息子が産まれた日でもあった。2009年4月にニューアルバムはヴァージン・レコード／EMIレコーズからリリースされると報じられ、それはバンドの20年以上のキャリアの中で初めてのレーベルの変更であった。
2009年6月11日のBlabbermouth.netの報道によると、ニューアルバムのタイトルはBlack Gives Way to Blueになる予定で、2009年9月29日に発売されることが正式に決定された。バンドからは何の先触れも無かったものの、タイトルが初めて掲載されたのはAmazon.comであった。また、レイン・ステイリーへのトリビュートとしてカントレルが作曲し、ボーカルをとっているタイトル曲でエルトン・ジョンがピアノを演奏していることが発表された。このアルバムは新しくボーカル及びリズムギターを担当することとなったウィリアム・デュヴァールをフィーチャーしており、デュヴァールはリードギター兼ボーカルであるカントレルと共にボーカルを担当している。
2009年6月30日にアルバム収録曲の「A Looking in View」がiTunesとAmazonで販売が開始され、7月の初めには期間限定でアリス・イン・チェインズの公式ホームページから無料でダウンロードが可能であった。ラジオ局向けのアルバムからのファーストシングルではないものの、アメリカ国内のロック系ラジオ番組はこの曲を流し始めた。「A Looking in View」のミュージックビデオはバンドの公式ホームページに2009年7月7日に掲載された。この曲はグラミー賞の最優秀ハード・ロック・パフォーマンス賞にノミネートされた。
「Check My Brain」はアルバムからの初めての公式シングル曲として2009年8月14日にラジオで放送が始まり、同年8月17日に販売開始となった。ミュージックビデオは翌月の14日に公開された。この曲もグラミー賞の最優秀ハード・ロック・パフォーマンス賞にノミネートされた。
キニーは今回のニューアルバム及びバンドがステイリーの逝去後に活動を再開したことへのファンの様々な反応について、以下のように述べている：「見ろよ、大きな動きがあったぜ。一部の人々はアリス・イン・チェインズの音楽と彼ら自身が非常に強い繋がりがあると感じてて、今回の事をどのように思うか色々な意見があったり…彼らがそんな繋がりを持ってるなんて驚いちゃうよ－でも彼らはその事があたかも自分自身に実際に起きたみたいに振る舞ってるように俺には見えるんだ。これは俺達とレインの家族に起こった事であって、彼らにじゃない。これは俺達の人生なんだ。もし俺達がその事に対して大丈夫なのだったら、なんでお前達は駄目なんだ？これは俺達に降りかかった事で、お前らに対して起こっちゃいない。けれどこのアルバムはそういう事についてのものじゃなく、もっと大きな普遍的なポイントがあるんだ。俺達は全員いつか死んじまうし、この先俺達の誰もがいつの日か誰かを失うことになり、それは耐え難い痛みとなる。それからどうやって先に進んでいくのか？ニューアルバムは俺達を前進させるし、それには痛みを伴うんだ。それは、俺にとって、勝利なんだ。すでに俺は勝ったという気分でいるんだよ。時々“俺達の今回の行動に対してレインが腹を立てるんじゃないか？”と訊かれるんだが、それとは逆だろうなって答えるんだ。あいつは俺達が再始動するまでこんなにも時間がかかった事に怒るだろうってな。金のためにやってるんじゃないんだ－もう音楽業界で金なんて見込めないんだからな。ジェリーと俺がアルバム制作費を調達したし、自分達の金をかなり費やしたんだよ。なんたって俺達は今回の事を信じてるからな。」
そしてカントレルが以下の通り付け加えている：「俺達は世界中をツアーで回り、何人かの友を失くし、愛する友人を埋葬した。そいつと誰かをただ入れ替えるなんて出来なくて、状況を選んで俺達はもう一度一緒にやる事になったんだ。それが「多分やれるだろう」となって今回の事につながったんだ。」

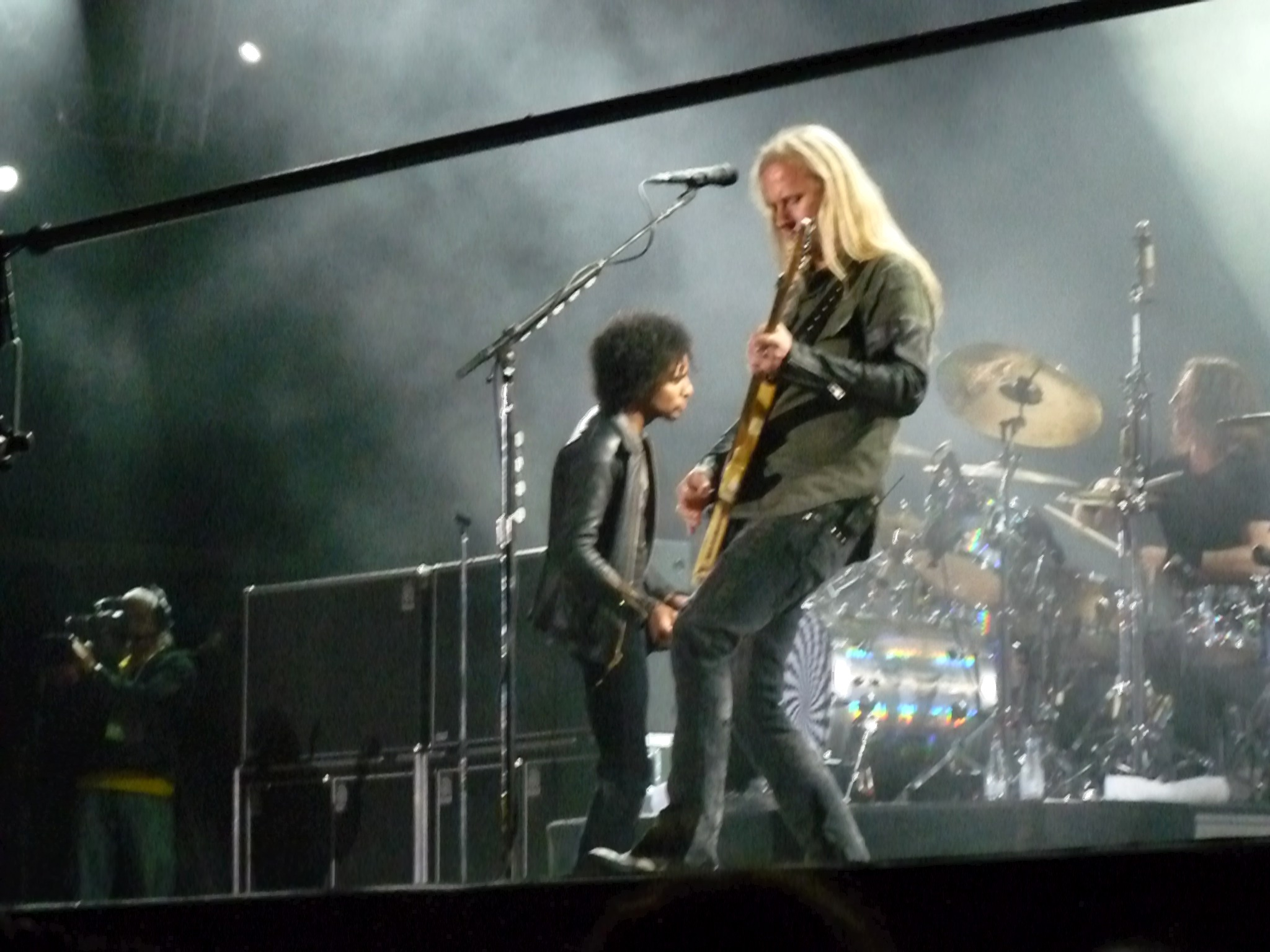
スペインのBilbao BBK Live Festivalでの演奏（2010年）

2008年9月にナイン・インチ・ネイルズとラム・オブ・ゴッドと共にオーストラリアの音楽フェスティバルであるSoundwave 2009のヘッドライナーを務めることが発表された。2009年2月には、ロックフェスティバルであるRock on the Rangeへの参加も発表となった。2009年8月1日にはマストドン、アヴェンジド・セヴンフォールド及びグライダーと共にダブリンのマーレイ・パークでのメタリカの公演でサポートアクトを務めている。
ヨーロッパツアー中に、次のシングル曲となる「Your Decision」を2009年11月16日にイギリスで、そして同年12月1日にアメリカでリリースした。アルバムからの最後のシングル曲となった「Lesson Learned」はロック系ラジオ番組で2010年6月22日に発表された。
Black Gives Way to Blue（邦題：ブラック・トゥ・ブルー）はBillboard200に初回5位でチャートインした。このアルバムはアメリカ国内で50万枚以上のセールスを記録し、2010年5月18日にアメリカレコード協会からゴールドディスクの認定を受けている。シングル曲の「Lesson Learned」がビルボードのMainstream Rock Tracksのチャートで4位の時に「Check My Brain」と「Your Decision」が同チャートで首位となっている。「Check My Brain」はバンドにとってAlternative Songs chart及びHot Rock Songsチャートで初めて首位を獲得した曲である。ビルボードのHot 100では92位にランクインし、アリス・イン・チェインズのシングル曲が当該チャートにランクインするのは初めてのことであった。
2011年3月8日に、バンドの前任のベーシストであったマイク・スターがソルトレイクシティの自宅にて遺体で発見された。ロイター通信によると、警察は午後1時42分に通報を受けて駆け付けたところスターの遺体を発見した。スターは44歳であった。後の報道では、スターが亡くなる数時間前にメサドンと抗不安薬を混合しているところをルームメイトが目撃していたことが明らかとなった。スターの死は、医師から処方された2つの異なるタイプの抗鬱剤を摂取したことが関係しているのではないかと報じられた。公の追悼式典は2011年3月20日にシアトル・センターのインターナショナル・ファウンテンで催された。私的な追悼式もおこなわれ、アイネズによるとカントレルとキニーが参列している。

## メンバー
- ジェリー・カントレル （Jerry Cantrell, 1966年3月18日 - ）: リードギター、バック/リードボーカル （1987年～）
- マイク・アイネズ （Mike Inez, 1966年5月14日 - ）: ベース （1993年～）
- ショーン・キニー （Sean Kinney, 1966年5月27日 - ）: ドラムス （1987年～）
- ウィリアム・デュヴァール （William DuVall）: リード/バックボーカル、リズムギター （2006年～）

### 元メンバー
- レイン・ステイリー （Layne Staley, 1967年8月22日 - 2002年4月5日）: リード/バックボーカル、リズムギター（1987～2002年）
- マイク・スター （Mike Starr, 1966年4月4日 - 2011年3月8日 ）: ベース （1987～1993年） 脱退後、窃盗[169]、及び薬物使用[170]で二度逮捕されている。ソルトレイクシティの自宅で死亡しているのを、駆けつけた警官により発見された[171]。

## ディスコグラフィ

### スタジオ・アルバム
- フェイスリフト - Facelift - 1990年8月21日 ･･･ 42位、2xプラチナム(US)
- ダート - Dirt - 1992年9月29日 ･･･ 6位、4xプラチナム(US) / 42位、ゴールド(UK)
- アリス・イン・チェインズ - Alice In Chains - 1995年11月7日 ･･･ 1位、2xプラチナム(US) / 37位(UK)
- ブラック・トゥ・ブルー - Black Gives Way to Blue - 2009年9月29日 ･･･ 5位、ゴールド(US) / 19位(UK)
- ザ・デヴィル・プット・ダイナソーズ・ヒア - The Devil Put Dinosaurs Here - 2013年5月28日 ･･･ 2位(US) / 22位(UK)
- レーニア・フォグ - Rainier Fog - 2018年８月25日 ･･･ 12位(US) / ９位(UK)

### EP
- サップ - Sap - 1992年2月4日 ･･･ ゴールド(US)
- アナザー・サイド・オブ・アリス - Jar of Flies - 1994年1月25日 ･･･ 1位、3xプラチナム(US) / シルバー(UK)

### ライブ・アルバム
- アンプラグド - Unplugged - 1996年7月30日 ･･･ 3位、プラチナム(US) / 20位(UK)
- ライブ - Live - 2000年12月5日 ･･･ 142位(US)

### コンピレーション・アルバム
- ナッシング・セイフ - ベスト - Nothing Safe - The Best Of The Box - 1999年6月29日 ･･･ 20位、プラチナム(US)
- ミュージック・バンク - Music Bank (ボックスセット) - 1999年10月26日 123位、ゴールド(US)
- グレイテスト・ヒッツ - Greatest Hits - 2001年7月24日 ･･･ 112位、ゴールド(US)
- エッセンシャル・アリス・イン・チェインズ - The Essential Alice in Chains - 2006年9月5日 ･･･ 139位(US)

## 日本公演
- 1993年 10月20-21日 中野サンプラザ(東京)、23日 松下IMPホール(大阪)、24日 名古屋クラブクアトロ
- 2006年 UDO MUSIC FESTIVAL
- 2014年 3月9日 横浜 Bay Hall、10日 新木場STUDIO COAST